# Desa Gunungsari (administrativ by i Indonesien, Jawa Tengah, lat -6,62, long 110,94)
Desa Gunungsari är en administrativ by i Indonesien.   Den ligger i provinsen Jawa Tengah, i den västra delen av landet, 500 km öster om huvudstaden Jakarta.